# Ptiliogonys
Ptiliogonys es un género de aves paseriformes de la familia Ptiliogonatidae. Se compone de dos
especies nativas de América Central y América del Norte.

## Especies
Se distinguen las siguientes especies:
- Ptiliogonys caudatus Cabanis, 1861 -- capulinero colilargo[2]
- Ptiliogonys cinereus Swainson, 1827 -- capulinero gris[2]